# Мирабилис широкий
Мира́билис широ́кий (лат. Mirabilis expansa) — вид цветковых растений рода Мирабилис (Mirabilis) семейства Никтагиновые (Nyctaginaceae).

## Ботаническое описание
Многолетнее травянистое растение высотой до 1 м. С наступлением морозов надземная часть растения отмирает, но корень сохраняет жизнеспособность. Корни съедобные, формируют клубни, по длине примерно равны человеческому предплечью, в сухом виде содержат 7% белков и 87% углеводов. Интересность этих корней представляет то, что они способны прорастать в таких местах, которые неблагоприятны для большинства других растений.

## Распространение и местообитание
Обитает в Андах в холодных, ветреных местах на высоте свыше 2700 метров. 

## Хозяйственное значение и применение
Мирабилис широкий выращивается как съедобный корнеплод. Корни некоторых форм при поедании необработанными могут вызывать раздражение слизистых оболочек, поэтому перед употреблением в пищу их следует просушить на солнце и проварить, чтобы разрушить раздражающее вещество. Боливийские формы в этом отношении более агрессивны, чем эквадорские. Воду от готовки можно использовать для приготовления сладкого питья, а листья употреблять в пищу как листовой овощ или в салатах. При просушивании на солнце вязкий, горький вкус корней сменяется сладким. Традиционно варёные корни употребляют в смеси с мёдом и сухариками. Жители Эквадора готовят их и сладкими, и солёными.

## История
Мирабилис широкий был важным корнеплодом в Империи Инков и считался исчезнувшим, пока в 1960—1970-х не был переоткрыт в 3 различных местонахождениях в Перу, Эквадоре и Боливии.

## Синонимика
- Allionia expansa (Ruiz & Pav.) Kuntze
- Calyxhymenia expansa Ruiz & Pav.
- Oxybaphus expansus (Ruiz & Pav.) Vahl[1]